# الكسيس لافي
الكسيس لافي (بالفرنسية: Roland-Manuel)‏ (و. 1891 – 1966 م) هو ملحن، ومصمم رقص، وعالم موسيقى، وأستاذ جامعي، وناقد موسيقي فرنسي، ولد في الدائرة الثامنة في باريس، توفي في باريس، عن عمر يناهز 75 عاماً.

## وصلات خارجية
- الكسيس لافي على موقع IMDb (الإنجليزية)
- الكسيس لافي على موقع ميوزك برينز (الإنجليزية)
- الكسيس لافي على موقع أول ميوزيك (الإنجليزية)
- الكسيس لافي على موقع ديسكوغز (الإنجليزية)
- الكسيس لافي على موقع قاعدة بيانات الفيلم (الإنجليزية)

- الكسيس لافي في قاعدة بيانات الأفلام على الإنترنت